# Amblycorypha parvipennis
Amblycorypha parvipennis är en insektsart som beskrevs av Carl Stål 1876. Amblycorypha parvipennis ingår i släktet Amblycorypha och familjen vårtbitare.

## Underarter
Arten delas in i följande underarter:
- A. p. brachyptera
- A. p. parvipennis